# Brisingenes
Brisingenes is een geslacht van zeesterren uit de familie Brisingidae. De wetenschappelijke naam van het geslacht werd in 1917 voor het eerst voorgesteld door Walter Kenrick Fisher. Hij creëerde het geslacht voor twee soorten: Brisinga mimica (de typesoort) en Brisingenes anchista, waarvan hij de naam pas twee jaar later geldig publiceerde.

## Soorten
- Brisingenes anchista Fisher, 1919
- Brisingenes margoae Mah, 2015
- Brisingenes mimica (Fisher, 1916)
- Brisingenes multicostata (Verrill, 1894)
- Brisingenes plurispinula Aziz & Jangoux, 1985